# 와이씨켐
와이씨켐 주식회사(YCCHEM)는 대한민국의 초정밀 산업용 반도체·디스플레이 화학소재 기업이다.
2023년 JSR의 자회사인 Inpria 특허에 대해 고객사에 팔 수 있는 global patent license를 얻었다

## 역사
2023년 3월 영창케미컬에서 현재 상호로 변경하였다.

### 내용주
1. ↑  주관사를 하나증권으로 공모가 18,600원에 코스닥 시장에 상장